# Theudigisel
Theudigisel, död 549, var kung i västgotiska riket från 548 till 549. 